# Matsumae
Matsumae (松前町, Matsumae-chō) est un bourg du district de Matsumae, situé dans la sous-préfecture d'Oshima, sur l'île de Hokkaidō, au Japon.

## Géographie

### Situation
Le bourg de Matsumae est situé à l'extrême sud-ouest de la péninsule d'Oshima, sur l'île de Hokkaidō, au Japon. Oshima Ō-shima et Oshima Ko-jima, îles sises en mer du Japon, en dépendent.

### Démographie
Au 31 mars 2015, la population de Matsumae s'élevait à 8 167 habitants répartis sur une superficie de 293,25 km2.

### Climat
| Mois                                             | jan.       | fév.       | mars      | avril     | mai       | juin      | jui.      | août      | sep.      | oct.      | nov.      | déc.       | année      |
| ------------------------------------------------ | ---------- | ---------- | --------- | --------- | --------- | --------- | --------- | --------- | --------- | --------- | --------- | ---------- | ---------- |
| Température minimale moyenne (°C)                | −3         | −2,7       | 0,1       | 4,7       | 9,4       | 13,5      | 18,1      | 20        | 16,7      | 10,9      | 4,8       | −0,7       | 7,7        |
| Température moyenne (°C)                         | −0,5       | −0,1       | 3         | 7,9       | 12,5      | 16,6      | 20,6      | 22,7      | 19,8      | 14,1      | 7,8       | 1,9        | 10,5       |
| Température maximale moyenne (°C)                | 1,9        | 2,4        | 5,8       | 11        | 15,9      | 20        | 23,7      | 25,9      | 23,1      | 17,3      | 10,7      | 4,5        | 13,5       |
| Record de froid (°C) date du record              | −10,6 1931 | −10,4 2019 | −7,9 1986 | −3,7 2011 | 2,2 2009  | 6,3 1983  | 10,6 2015 | 12,6 2018 | 7,6 2017  | 2,7 2004  | −6,1 1982 | −11,4 1984 | −11,4 1984 |
| Record de chaleur (°C) date du record            | 11,1 1980  | 13,8 2010  | 15,3 2008 | 23,3 2012 | 25,7 1994 | 29,3 2014 | 33,3 2004 | 33,1 2021 | 31,5 2012 | 24,9 2019 | 20,3 2003 | 15,8 1990  | 33,3 2004  |
| Ensoleillement (h)                               | 46,9       | 66,7       | 132,3     | 175,7     | 173,4     | 159,2     | 137,4     | 170,3     | 171,1     | 153,3     | 82,1      | 50,1       | 1 518,5    |
| Précipitations (mm)                              | 87,1       | 72,9       | 63,9      | 73,5      | 97,5      | 80        | 124,9     | 157,5     | 155,2     | 115,5     | 122       | 106        | 1 251,3    |
| Nombre de jours avec précipitations              | 18,4       | 15,5       | 13,3      | 10,3      | 10,2      | 8,7       | 10,4      | 9,8       | 11,5      | 12,4      | 15,7      | 18,9       | 155        |
| dont nombre de jours avec précipitations ≥ 10 mm | 2,1        | 1,9        | 1,4       | 2,3       | 3,2       | 2,6       | 4,1       | 4,7       | 4,9       | 3,9       | 4,4       | 2,6        | 38,1       |

| Diagramme climatique                                  |             |            |           |             |          |               |             |               |               |            |            |
| J                                                     | F           | M          | A         | M           | J        | J             | A           | S             | O             | N          | D          |
| 1,9−387,1                                             | 2,4−2,772,9 | 5,80,163,9 | 114,773,5 | 15,99,497,5 | 2013,580 | 23,718,1124,9 | 25,920157,5 | 23,116,7155,2 | 17,310,9115,5 | 10,74,8122 | 4,5−0,7106 |
| Moyennes : • Temp. maxi et mini °C • Précipitation mm |             |            |           |             |          |               |             |               |               |            |            |

## Patrimoine architectural
- Château de Matsumae
- Ryūun-in

## Arts et littérature
Matsumae est la ville où des marins japonais s’étaient échoués avant de vivre en Russie pendant une dizaine d’années au XVIIIe siècle. Ces navigateurs retrouvèrent ensuite avec difficulté leur pays, tel que décrit dans le livre Rêves de Russie (おろしや国酔夢譚, Orosha-koku suimutan), 1966) du grand écrivain japonais Yasushi Inoue, également originaire de l'île de Hokkaido.

## Jumelage
- Ōmihachiman (Japon)
- Masaki (Japon)
- Date (Japon)
- Besançon (France) depuis 2011